# غدا معك
غداً معك (هانغل: 내일 그대와; ر.ر: Nae-il Geudaewa) هي دراما كورية من بطولة لي جي هون و شين مين آه. بدأ عرضها في 3 فبراير 2017 على قناة  تي في إن كل جمعة و سبت.

## قصة المسلسل
القصة تدور حول يو سو جون (لي جي هون) الرئيس التنفيذي لأحدى الشركات العقارية, الذي لديه القدرة على السفر عبر الزمن من خلال استخدام مترو الأنفاق. و زوجته سونغ ما رين (شين مين آه) التي تعمل كمصورة.

## طاقم التمثيل

### الشخصيات الرئيسية

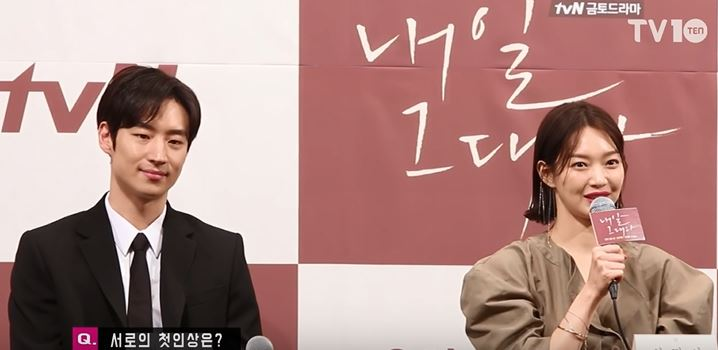
لي و شين في المؤتمر الصحفي الخاص بالمسلسل.

- لي جي هون بدور يو سو جوون
- شين مين آه بدور سونغ ما رين
- كيم ييوون بدور لي عون سوك
- تشاي دونغ هيون بدور هوانغ بي سيو

### الشخصيات الثانوية

#### أشخاص حول سو جوون
- كانغ كي دونغ بدور كانغ كي دونغ
- بارك جو هي بدور شين سي يونغ
- بيك هيون جين بدور كيم يونغ جين

#### أشخاص حول ما رين
- أوه كوانغ روك  [لغات أخرى]‏ بدور شين سونغ قيو
- لي جونغ إيون بدور تشا بو سيم
- جو هان تشول بدور دوو سيك
- تشيم وان جوون بدور كانغ سو جانغ

### أخرون
- لي آه رين بدور شين بي
- كيم سيونغ هون بدور هوانغ سانغ موو
- لي بونغ ريونغ بدور أوه سوو ري

## الإنتاج
هذه الدراما كتبت من قبل هيو سونغ هي (كل شيء عن زوجتي ‏) و من إخراج يوو جي وون (يا شبحي) . تم عقد أول جلسة قراءة للنص في 29 أغسطس 2016 في سانقام دونغ ‏, سول,كوريا الجنوبية و بدأ التصوير في 5 سبتمبر 2016.  

## العرض حول العالم
- Malaysia21 أبريل 2017 على قناة ماليزيا 8TV.

## وصلات خارجية
- غدا معك على موقع IMDb (الإنجليزية)
- غدا معك على موقع روتن توميتوز (الإنجليزية)
- غدا معك على موقع نتفليكس (الإنجليزية)
- غدا معك على موقع كينوبويسك (الروسية)
- غدا معك على موقع قاعدة بيانات الفيلم (الإنجليزية)